# Cattedrale dello Spirito Santo (George Town)
La cattedrale dello Spirito Santo (in inglese: Cathedral of the Holy Spirit), è la chiesa cattedrale della diocesi di Penang e si trova nella città di George Town, in Malaysia.
La chiesa è stata completata nel 1969 ed eretta a parrocchia il 25 maggio 1969. In seguito, il 20 gennaio del 2003, la chiesa è stata elevata a cattedrale della diocesi di Penang.